# El rey de la polca
The Polka King es una película estadounidense biográfica de comedia dirigida por Maya Forbes y escrita por Forbes y Wallace Wolodarsky. La película trata sobre la vida real del polaco-estadounidense y líder de banda de polka Jan Lewan, que fue encarcelado en el año 2004 por un esquema Ponzi. La película está protagonizada por Jack Black como Lewan, así como Jenny Slate, Jason Schwartzman y Jacki Weaver. Se estrenó en el Festival de Cine de Sundance de 2017 el 22 de enero de 2017. Fue estrenada en Netflix el 12 de enero de 2018.
The Polka King se basa en el documental de 2009 sobre Lewan, The Man Who Would Be Polka King, dirigido por Joshua Brown y John Mikulak.

## Sinopsis
Ascenso y la caída del artista polaco Jan Lewan, un icono de la polka en Pennsylvania que sorprendió al mundo entero cuando intentó seducir a sus fanes con la operación fraudulenta conocida como el esquema Ponzi. Ese plan con el que pretendía hacerse millonario terminó llevándole a la cárcel.

## Reparto
- Jack Black como Jan Lewan.
- Jenny Slate[4] como Marla Lewan.
- Jason Schwartzman[5] como Mickey Pizzazz.
- Jacki Weaver como Barb.
- Vanessa Bayer[6] como Bitsy Bear.
- J. B. Smoove como Ron Edwards.
- Willie Garson como Lonny.
- Robert Capron como David Lewan.

## Producción
La fotografía principal de la película comenzó a mediados de julio de 2016 en Pawtucket, Rhode Island, y más tarde también tuvo lugar en Woonsocket y Cranston. La película fue estrenada en Netflix.